# 扈彦珂
扈彦珂（886年—960年），雁门（今山西代县）人。
早年與王建立友好，天福五年（940年）王建立臨死前，遗表推薦彦珂，补為河东节度左都押衙。后汉建國後，擢拔为宣徽南院使，乾祐初，河中李守贞、永兴赵思绾、凤翔王景崇聯合叛亂，彦珂建議平定“三叛连衡”方略奏效，再授镇国军节度使。廣順初年，移镇滑州。後周世宗嗣位，授左卫上将军。显德三年，以老疾致仕，回到西京。不久卒。

## 延伸阅读
[在维基数据编辑]
 《宋史/卷254》，出自脱脱《宋史》